# Schollene
Schollene – gmina w Niemczech, w kraju związkowym Saksonia-Anhalt, w powiecie Stendal, wchodzi w skład gminy związkowej Elbe-Havel-Land.